# Fabricio Oviedo
Fabricio Gastón Oviedo (Concarán, 19 febbraio 2004) è un calciatore argentino, attaccante del Rosario Central.

## Caratteristiche tecniche
Gioca come centravanti.

## Carriera
Oviedo è cresciuto nel settore giovanile del Rosario Central, con cui ha firmato il primo contratto professionistico il 30 luglio 2022. Ha esordito in prima squadra cinque giorni dopo nell'incontro di Copa Argentina perso ai rigori contro il Quilmes. L'11 luglio 2023 ha trovato la prima rete in carriera nel successo per 2-0 sul Central Córdoba (SdE).
Nel 2024 si è trasferito in prestito al Losanna, club della prima divisione svizzera; nell'arco della stagione 2024-2025 realizza 3 reti in 19 partite di campionato, un gol in 4 partite in Coppa Svizzera ed un gol nella sua unica presenza stagionale con la squadra riserve (in quarta divisione).

## Statistiche

### Presenze e reti nei club
Statistiche aggiornate al 2 aprile 2024.
| Stagione        | Squadra         | Campionato      | Campionato | Campionato | Coppe nazionali | Coppe nazionali | Coppe nazionali | Coppe continentali | Coppe continentali | Coppe continentali | Altre coppe | Altre coppe | Altre coppe | Totale | Totale | Totale |
| Stagione        | Squadra         | Comp            | Pres       | Reti       | Comp            | Pres            | Reti            | Comp               | Pres               | Reti               | Comp        | Pres        | Reti        | Pres   | Reti   |        |
| --------------- | --------------- | --------------- | ---------- | ---------- | --------------- | --------------- | --------------- | ------------------ | ------------------ | ------------------ | ----------- | ----------- | ----------- | ------ | ------ | ------ |
| 2022            | Rosario Central | PD              | 6          | 0          | CA+CdL          | 1+0             | 0               |                    | -                  | -                  |             | -           | -           | 7      | 0      |        |
| 2023            | Rosario Central | PD              | 4          | 1          | CA+CdL          | 0+5             | 0               |                    | -                  | -                  | TdC         | 0           | 0           | 9      | 1      |        |
| 2024            | Rosario Central | PD              | 0          | 0          | CA+CdL          | 0               | 0               |                    | -                  | -                  |             | -           | -           | 0      | 0      |        |
| Totale carriera | Totale carriera | Totale carriera | 10         | 1          |                 | 6               | 0               |                    | -                  | -                  |             | 0           | 0           | 16     | 1      |        |

## Palmarès

### Club

#### Competizioni nazionali
- Copa de la Liga Profesional: 1

Rosario Central: 2023